# Let Me Try Again
Let Me Try Again is een single van Frank Sinatra. Het is afkomstig van zijn album Ol' Blue Eyes Is Back. Het is de Engelstalige versie van Laisse moi le temps van Michelle Jourdan en Claude Vasori, beter bekend onder zijn artiestennaam Caravelli. Het is een van de (maar) zes hits die Sinatra in Nederland (Top100) had (8 in de Top40) en dan nog een die maar een matige verkoop had.

## Hitnotering
In het Verenigd Koninkrijk werd de single geen succes, er was geen notering.

### Nederlandse Top 40
| Hitnotering: week 50/1973 t/m 2/1974 | Hitnotering: week 50/1973 t/m 2/1974 | Hitnotering: week 50/1973 t/m 2/1974 | Hitnotering: week 50/1973 t/m 2/1974 | Hitnotering: week 50/1973 t/m 2/1974 | Hitnotering: week 50/1973 t/m 2/1974 | Hitnotering: week 50/1973 t/m 2/1974 |
| Week:                                | 1                                    | 2                                    | 3                                    | 4                                    | 5                                    |                                      |
| ------------------------------------ | ------------------------------------ | ------------------------------------ | ------------------------------------ | ------------------------------------ | ------------------------------------ | ------------------------------------ |
| Positie:                             | 34                                   | 22                                   | 25                                   | 29                                   | 40                                   | uit                                  |

### NederlandseDaverende 30
| Hitnotering: 22-12-1973 t/m 28-12-1973 | Hitnotering: 22-12-1973 t/m 28-12-1973 | Hitnotering: 22-12-1973 t/m 28-12-1973 |
| Week:                                  | 1                                      |                                        |
| -------------------------------------- | -------------------------------------- | -------------------------------------- |
| Positie:                               | 25                                     | uit                                    |

### BelgischeBRT Top 30
| Hitnotering: 29-12-1973 t/m | Hitnotering: 29-12-1973 t/m | Hitnotering: 29-12-1973 t/m | Hitnotering: 29-12-1973 t/m | Hitnotering: 29-12-1973 t/m | Hitnotering: 29-12-1973 t/m | Hitnotering: 29-12-1973 t/m | Hitnotering: 29-12-1973 t/m | Hitnotering: 29-12-1973 t/m |
| Week:                       | 1                           | 2                           |                             | 3                           | 4                           |                             | 5                           |                             |
| --------------------------- | --------------------------- | --------------------------- | --------------------------- | --------------------------- | --------------------------- | --------------------------- | --------------------------- | --------------------------- |
| Positie:                    | 21                          | 24                          | x                           | 16                          | 11                          | x                           | 24                          | uit                         |